# Slogmyrloken
Slogmyrloken este o arie protejată (arie specială de conservare — SAC, sit de importanță comunitară — SCI) din Suedia întinsă pe o suprafață de 60,9 ha, integral pe uscat.

## Localizare
Centrul sitului Slogmyrloken este situat la coordonatele 60°42′47″N 15°31′27″E / 60.7131°N 15.5242°E.

## Înființare
Situl Slogmyrloken a fost declarat sit de importanță comunitară în aprilie 2003 pentru a proteja 2 specii de animale. Situl a fost protejat și ca arie specială de conservare în martie 2011.

## Biodiversitate
Situată în ecoregiunea boreală, aria protejată conține 4 habitate naturale: Lacuri și iazuri distrofice naturale, Mlaștini împădurite, Taiga vestică, Mlaștini turboase de tranziție și turbării mișcătoare.
La baza desemnării sitului se află mai multe specii protejate:
- amfibieni (1): triton cu creastă (Triturus cristatus)
- nevertebrate (1): Dytiscus latissimus